# يوجين بورتون إلي
يوجين بورتون إلي (بالإنجليزية: Eugene Burton Ely)‏ هو طيار أمريكي، ولد في 21 أكتوبر 1886 في آيوا في الولايات المتحدة، وتوفي في 19 أكتوبر 1911 في ماكون في الولايات المتحدة.

## وصلات خارجية
- يوجين بورتون إلي على موقع الموسوعة البريطانية (الإنجليزية)